# Nader Faghihzadeh

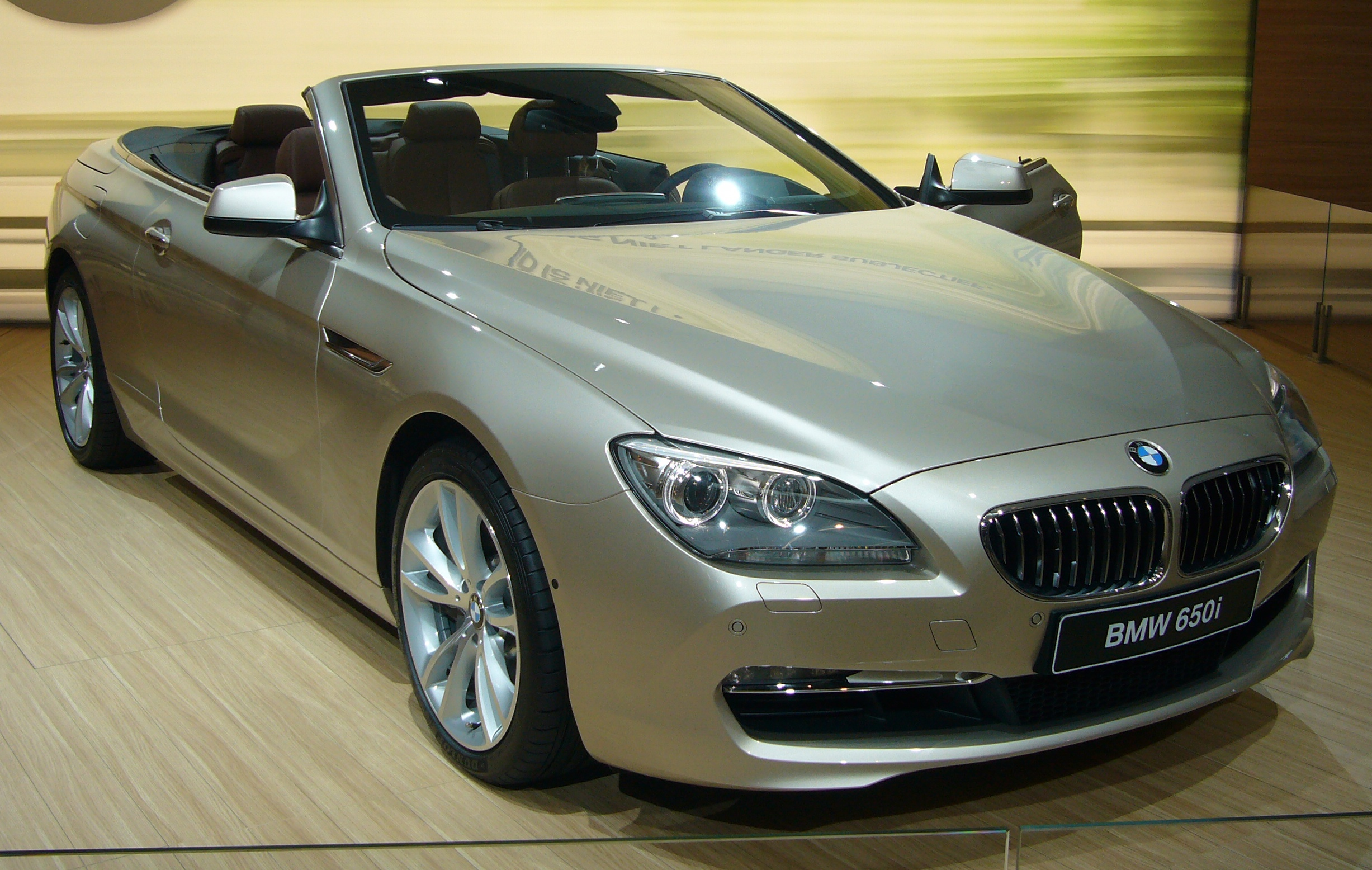
Een door Faghihzadeh ontworpen coupé uit de 6-serie op de AutoRAI in 2011

Nader Faghihzadeh ((fa)  نادر فقیه‌زاده) (Teheran, 1976) is een Duits-Iraans auto-ontwerper die sedert 2001 voor BMW actief is. De aan de Hochschule Pforzheim opgeleide Faghihzadeh is verantwoordelijk voor het ontwerp van de laatste 6-serie alsook het interieur van de voorlaatste generatie 7-serie. De meest recente 7-serie is geheel van zijn hand.